# Чимшори (заповідне урочище)
Чимшо́ри — заповідне урочище в Україні. Об'єкт природно-заповідного фонду Івано-Франківської області. 
Розташоване в межах Коломийського району Івано-Франківської області, на південь від села Молодятин. 
Площа 13 га. Статус надано згідно з рішенням облвиконкому від 13.12.1976 року № 478. Перебуває у віданні ДП «Коломийський лісгосп» (Печеніженське л-во, кв. 51, вид. 7). 
Статус надано для збереження частини лісового масиву з насадженями бука, в домішку — ялиця і явір. Насадження природного походження, віком понад 100 років. 